# Cascada bioquímica
Una cascada bioquímica és una sèrie de reaccions químiques en què el productes d'una reacció actuen com a substrat en les següents reaccions. Hi ha diverses reaccions en cascada bioquímiques importants, incloent-hi les cascades enzimàtiques, com ara la cascada de la coagulació i el sistema del complement, així com les cascades de transducció de senyal, que fan que potencials elèctrics viatgin a través dels nervis fins al cervell, on són interpretats com a senyals en casos com ara la vista o l'olfacte.
Les cascades enzimàtiques es caracteritzen pel fet que el producte de la reacció actua no com a producte sinó com a catalitzador de la següent reacció. És a dir cada reacció produeix una activació d'un proenzim (inactiu) a una forma enzimàtica (activa) mitjançant un canvi covalent sovint proteòlisi o fosforilació. Això produeix una amplificació del senyal, pel que a cada pas la rapidesa de la reacció global és major reduint el temps de la resposta fisiològica efectiva. És important en aquests casos la presència d'una potent regulació enzimàtica que inhibeixi la cascada en el punt final de la reacció per tal d'evitar l'excés de producte que podria conduir a una impossibilitat de retorn a l'inici de la cascada i que d'altra manera podria produir efectes fisiològics indesitjats (p. ex.: trombosi en el cas de la cascada de la coagulació).